# Chica
Chica（本名：澤田知佳）は、日本のヘアメイキャップアーティスト。
ヘアメイク、スタイリスト、フォトグラファー、デザイナーなどのクリエイターが所属するマネージメントオフィス 株式会社クリエイターズ.プラス（C+）の代表取締役。ヘア＆メイキャップ・ビューティーディレクター、ヘアケア・メイキャップ商品のプロデュース活動を行っている。

## 来歴
山野美容専門学校を卒業後、美容師免許を取得。
都内サロンに勤務し、SABFA（Shiseido Academy of Beauty&Fashion）での過程を修了（13期生）する。
アメリカ・シアトルへの留学を経て、帰国後、MAHALOに参加。数々のSHOW、コレクションを担当する。
2023年5月より、c'est chic'a（セシカ）ブランドを立ち上げ、オーガニックシャンプー・トリートメントのプロデュースを開始。
現在セシカブランドで、6アイテムの販売を行っている。

## 活動

### コレクション
- Yves Saint-Laurent
- Dior
- LOUIS VUITTON
- CHANEL
- HERMES
- Salvatore Ferragamo
- KENZO
- GIORGIO ARMANI
- JUNKO SHIMADA
- HANAE MORI
- AKRIS

### イベント
- VOGUE JAPAN BEAUTY AWARD
- 東京モーターショー
- KING SUPER LIVE

### アーティスト
- 秋川雅史
- ACIDMAN
- 小沼ようすけ
- 小野リサ
- 加羽沢美濃
- 氣志團
- キリンジ
- 工藤慎太郎
- 早乙女太一
- 櫻井哲夫
- 野口五郎
- パク・ジュニョン
- 日野美歌
- 保志総一朗
- 宮野真守
- やなわらばー
- LADYBABY